# Uri Cohen-Mintz
Uri-Josef Cohen-Mintz (hebräisch אוּרי יוסף כהן-מינץ; * 1. August 1973 in Tel Aviv) ist ein ehemaliger israelischer Basketballspieler.

## Werdegang
Cohen-Mintz spielte ab der Saison 1992/93 in der ersten israelischen Liga, seinen Einstand in dieser Spielklasse gab er in den Farben von Maccabi Tel Aviv. Mit Maccabi wurde er 1993 israelischer Meister. 1994/95 weilte er in den Vereinigten Staaten an der University of Connecticut.
Er kehrte in sein Heimatland zurück. 1996/97 erzielte er mit 14,2 Punkten je Begegnung in der ersten israelischen Liga seinen besten Saisondurchschnitt. Von 2003 bis 2006 spielte Cohen-Mintz erneut im Ausland, diesmal bei Élan Chalon in Frankreich.

### Nationalmannschaft
Ab 1996 spielte Cohen-Mintz in der israelischen Nationalmannschaft. Zuvor war er bereits Juniorennationalspieler. Im Herrenbereich nahm er an den Europameisterschaften 1997, 1999 und 2005 teil.